# Cubo del Profesor

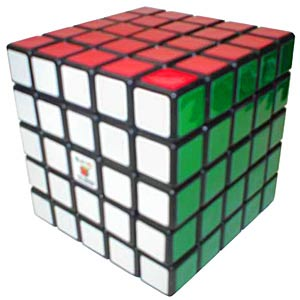
Cubo del Profesor resuelto.

El cubo del profesor (en inglés Professor's Cube) es un rompecabezas mecánico inventado por Udo Krell y lanzado en 1981. Es la versión de 5x5x5 del cubo de Rubik. Tiene características en común tanto con la versión original del cubo de 3x3x3 como con la versión de 4x4x4. Mientras que los centros no se mueven, las piezas que los rodean cambian de posición y se van a otras caras.

## Récords mundiales

### Velocidad
El récord mundial de la resolución del Cubo de Rubik 5x5x5, pertenece a Max Park, quien lo terminó en 32.52 segundos en el torneo DFW Megacomp 2024 en Grapevine, Texas, Estados Unidos.

### Promedio
En esta modalidad, se deben realizar cinco resoluciones del Cubo del Profesor y sacar su promedio, habiendo eliminado antes el peor y el mejor tiempo. El récord en promedio, pertenece también a Max Park, quien obtuvo una media de 35.94 segundos en el torneo UCSD Winter 2023. Los tiempos que consiguió, fueron los siguientes: 37.37, 35.13, 35.32, (32.60) y (40.31) segundos.

## Permutaciones

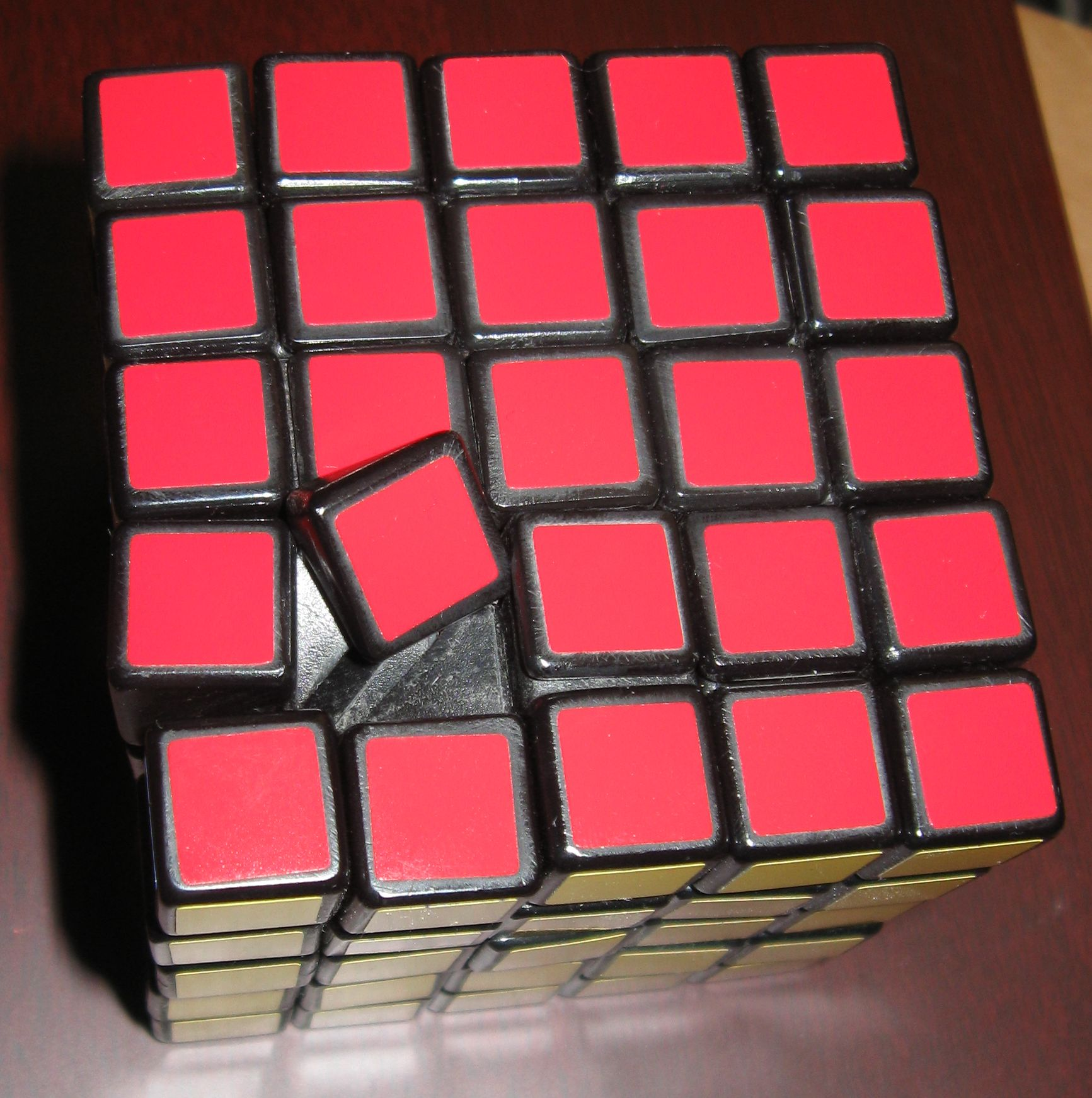
Un cubo oficial del Profesor que muestra uno de los inconvenientes de su diseño, a saber, piezas centrales diagonales fácilmente desalineadas.

Hay 98 piezas en el exterior del cubo: 8 esquinas, 36 aristas y 54 centros (48 móviles, 6 fijos).
Es posible cualquier permutación de las esquinas, incluidas las permutaciones impares, dando 8! posibles arreglos. Siete de las esquinas se pueden girar de forma independiente y la orientación de la octava esquina depende de las otras siete, lo que da 3⁷ (o 2187) combinaciones.
Hay 54 centros. Seis de ellos (el cuadrado central de cada cara) están fijos en su posición. El resto está formado por dos conjuntos de 24 centros. Dentro de cada conjunto hay cuatro centros de cada color. Cada conjunto se puede organizar en 24! diferentes caminos. Suponiendo que los cuatro centros de cada color en cada conjunto son indistinguibles, el número de permutaciones de cada conjunto se reduce a 24!/(24⁶ ) arreglos, todos los cuales son posibles. El factor reductor se produce porque hay 24 (4!) formas de disponer las cuatro piezas de un color determinado. Esto se eleva a la sexta potencia porque hay seis colores. El número total de permutaciones de todos los centros móviles es el producto de las permutaciones de los dos conjuntos, 24! 2 /(24¹² ).
Los 24 bordes exteriores no se pueden voltear debido a la forma interior de esas piezas. Los bordes exteriores correspondientes se distinguen porque las piezas son imágenes especulares entre sí. Es posible cualquier permutación de los bordes exteriores, incluidas permutaciones impares, dando 24! preparativos. Los 12 bordes centrales se pueden voltear. Once se pueden voltear y ordenar de forma independiente, dando 12!/2 × 2¹¹ o 12! × 2 ¹⁰ posibilidades (una permutación impar de las esquinas implica una permutación impar de las aristas centrales, y viceversa, de ahí la división por 2). Hay 24! ×12! × 2¹⁰ posibilidades para los bordes interior y exterior juntos.
Esto da un número total de permutaciones de
{\displaystyle {\frac {8!\times 3^{7}\times 12!\times 2^{10}\times 24!^{3}}{24^{12}}}\approx 2.83\times 10^{74}}
El número completo es precisamente: 282 870 942 277 741 856 536 180 333 107 150 328 293 127 731 985 672 134 721 536 000 000 000 000 000, en letras: doscientos ochenta y dos duodecillones ochocientos setenta mil novecientos cuarenta y dos undecillones doscientos setenta y siete mil setecientos cuarenta y un decillones ochocientos cincuenta y seis mil quinientos treinta y seis nonillones ciento ochenta mil trescientos treinta y tres octillones ciento siete mil ciento cincuenta septillones trescientos veintiocho mil doscientos noventa y tres sextillones ciento veintisiete mil setecientos treinta y un quintillones novecientos ochenta y cinco mil seiscientos setenta y dos cuatrillones ciento treinta y cuatro mil setecientos veintiún trillones quinientos treinta y seis mil billones.
Algunas variaciones del cubo tienen una de las piezas centrales marcada con un logotipo, que se puede colocar en cuatro orientaciones diferentes. Esto aumenta el número de permutaciones en un factor de cuatro hasta 1,13×10⁷⁵ , aunque cualquier orientación de esta pieza podría considerarse correcta. En comparación, el número de átomos en el universo observable se estima en unos 10⁸⁰ . Otras variaciones aumentan la dificultad al hacer visible la orientación de todas las piezas centrales. Un ejemplo de esto se muestra a continuación.